# Armistício de Compiègne
Nota: Não confundir com Segundo Armistício de Compiègne, assinado em 1940 por representantes da França e da Alemanha Nazista.

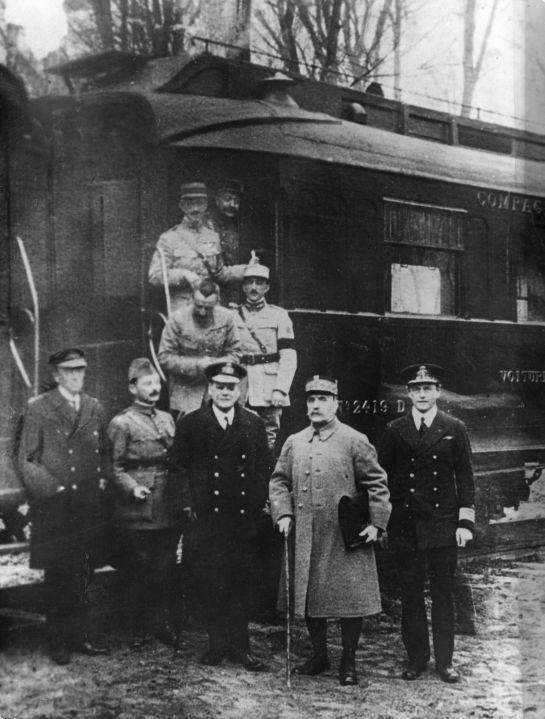
Junto ao vagão, após a assinatura do armistício: em primeiro plano, o marechal Ferdinand Foch, ladeado pelos almirantes britânicos Hope e Rosslyn Wemyss.

O Armistício de Compiègne, foi um armistício assinado em 11 de novembro de 1918 entre os Aliados e a Alemanha, dentro de um vagão-restaurante na floresta de Compiègne, com o objetivo de encerrar as hostilidades na frente ocidental da Primeira Guerra Mundial. Os principais signatários do armistício foram Marechal Ferdinand Foch, comandante-em-chefe das forças da Tríplice Entente, Hope, Rosslyn Wemyss, e Matthias Erzberger, o representante alemão.
Apesar do armistício ter acabado com as hostilidades na frente ocidental, foi necessário prolongar o armistício três vezes até que as negociações do Tratado de Versalhes fossem concluídas e formalizadas no dia 10 de janeiro de 1920.

## Contexto

### As derrotas das Potências Centrais
Ao fim de setembro de 1918, o Supremo Comando Alemão do Império Alemão percebeu que as Potências Centrais não iriam mais ganhar a guerra. Com o Armistício de Tessalônica, assinado no dia 29 de setembro de 1918, a Bulgária saía da guerra, deixando os impérios Austro-Húngaro e Otomano vulneráveis. Os comandantes alemães, então, propuseram ao imperador Guilherme II e ao chanceler Georg von Hertling sobre o caminho que a Alemanha deveria fazer para conseguirem um armistício. Uma preocupação dos generais eram os Quatorze Pontos proclamados pelo presidente americano Woodrow Wilson, visto que a Alemanha controlava a Alsácia-Lorena e partes do território da Polônia, em violação aos pontos 8 e 13 do plano de Wilson. Como Georg von Hertling era contrário a um armistício e acreditava na vitória da Alemanha, ele foi substituído pelo príncipe Maximiliano de Baden no dia 3 de outubro.
O general alemão Erich Ludendorff, do Supremo Comando Alemão, escreveu uma declaração contraditória no dia 24 de outubro. Essa declaração foi censurada por oficial, mas uma cópia da declaração foi compartilhada aos parlamentares em Berlim. Os parlamentares, irritados com a insubordinação de Ludendorff, exigiram do imperador Guilherme II que Ludendorff deixasse o comando. No dia 26 de outubro, Erich Ludendorff deixa o comando.
No dia 30 de outubro de 1918, o Império Otomano realiza um acordo de paz com os Aliados com o Armistício de Mudros. No dia 3 de novembro de 1918, a Áustria-Hungria também realiza um armistício com os Aliados, o Armistício de Villa Giusti, após a sua derrota na Batalha de Vittorio Veneto.

### Revolução Alemã
A revolta dos marinheiros da Marinha Imperial Alemã, que começou no porto das cidades de Wilhelmshaven e Quiel, nos dias 29 e 30 de outubro, espalhou-se rapidamente para o resto da Alemanha. Em algumas cidades, a revolta incentivou a criação de sovietes de trabalhadores e soldados, inspirados com a Revolução Russa de 1917. No dia 7 de novembro, no estado da Baviera, o rei da Baviera Luís III foi forçado a abdicar. O imperador alemão Guilherme II abdicou no dia 9 de novembro. No mesmo dia, duas repúblicas alemãs foram declaradas: a República de Weimar pelo social-democrata Friedrich Ebert, e a República Socialista Livre da Alemanha, declarada pelos socialistas Rosa Luxemburgo e Karl Liebknecht. O conflito duraria por um ano, com a República de Weimar sucedendo o Império Alemão.

## Negociações

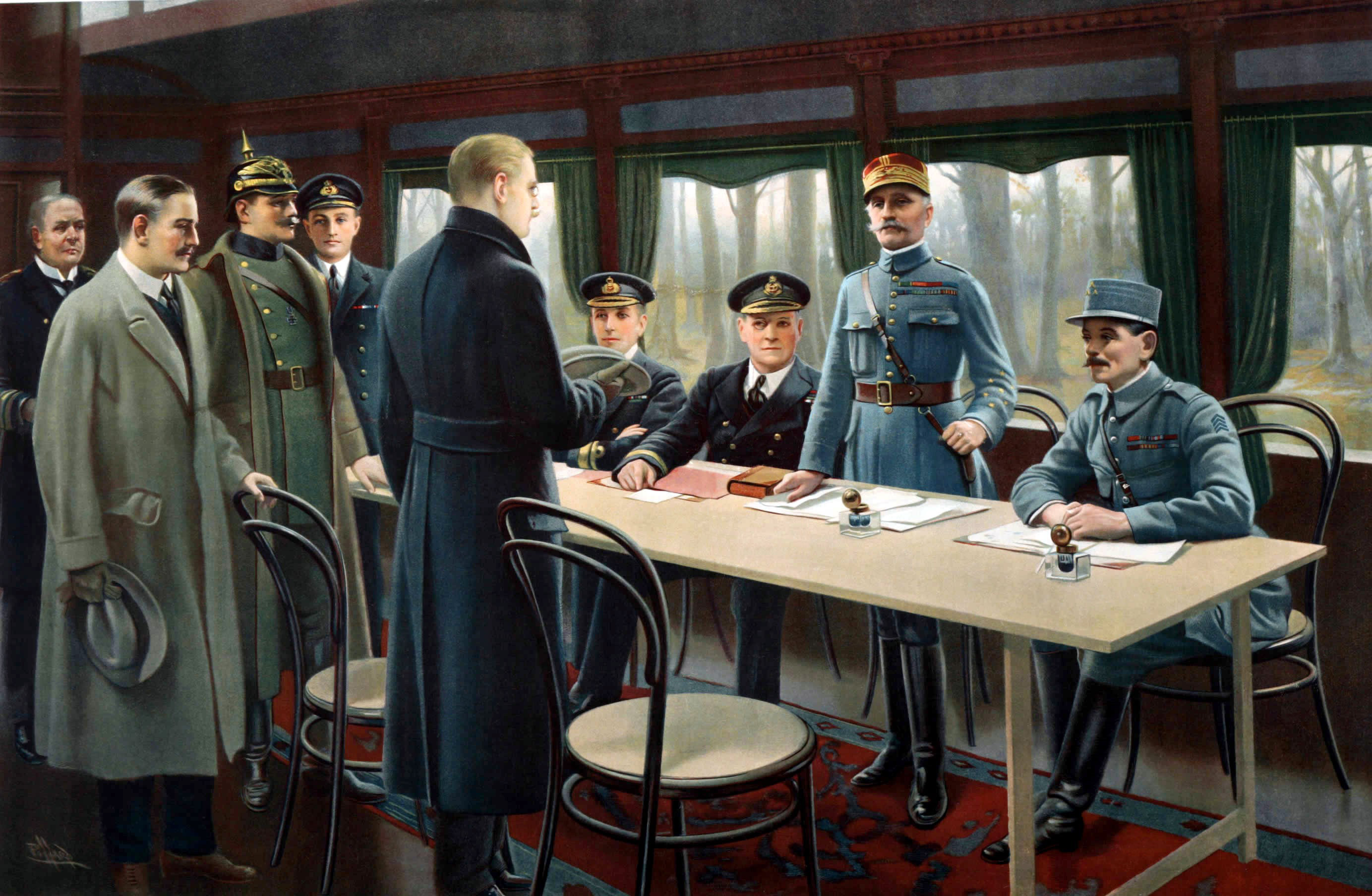
Fotografia restaurada do artista francês Maurice Pillard Verneuil

No dia 6 de novembro, uma delegação alemã liderada por Matthias Erzberger parte para a França, encontrando com o marechal francês Ferdinand Foch na manhã do dia 8 de novembro em uma localização secreta, próxima de Compiègne.
A delegação alemã se identificou e fez suas propostas aos representantes da Tríplice Entente. No dia seguinte, uma lista de demandas por parte das nações da Tríplice Entente foi entregue a delegação alemã, e foram dadas 72 horas para aprovar essas demandas.
As demandas dos Aliados incluíam a desmilitarização da Alemanha, o fim das hostilidades na terra, mar, e no ar, a imediata evacuação da Bélgica, Luxemburgo e da Alsácia-Lorena, conquistada pela Alemanha durante a Guerra Franco-Prussiana em 1871, a rendição e entrega de vários materiais bélicos, a liberação de todos os prisioneiros de guerra da Tríplice Entente, a continuidade do bloqueio naval contra a Alemanha, a renúncia dos acordos feitos no Tratado de Brest-Litovski e no Tratado de Bucareste, a evacuação de forças alemãs no continente africano, e a ocupação da Renânia.

## Impacto

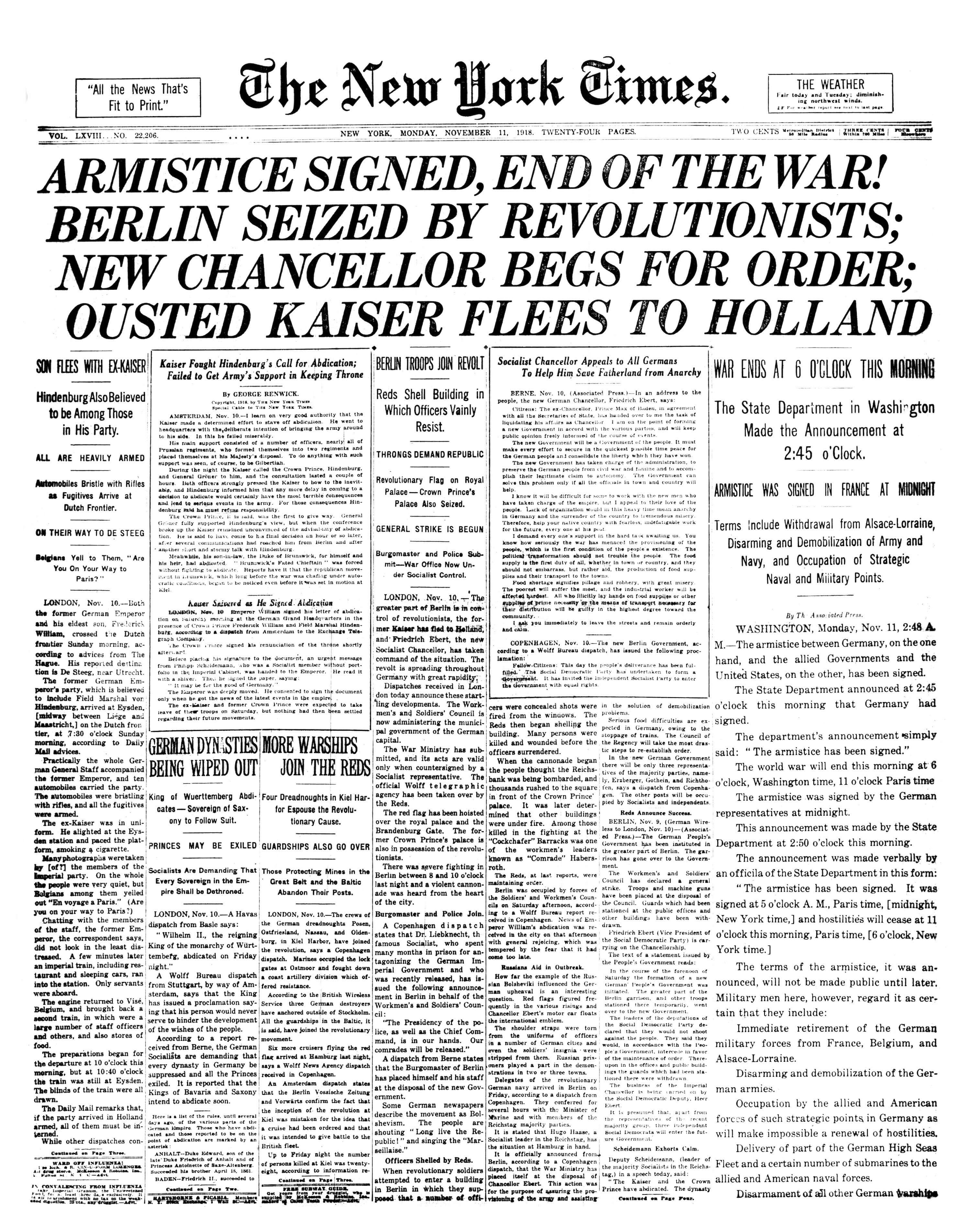
Capa do jornal The New York Times no dia 11 de novembro de 1918. "ARMISTÍCIO ASSINADO, FIM DA GUERRA. BERLIM OCUPADA POR REVOLUCIONÁRIOS; NOVO CHANCELER PEDE PELA ORDEM. KAISER DESTITUÍDO FOGE PARA A HOLANDA"

Rumores de que uma delegação alemã estava em território francês rapidamente se espalharam, com esperanças de que o fim da guerra estava próximo. No dia 7, o jornal americano San Diego Sun declara que a guerra teria terminado, com um erro gramatical na manchete do jornal: "Peace. Fightnig ends", em vez de, "Peace. Fighting ends".
O Armistício de Compiègne foi anunciado por Ferdinand Foch. Acompanhado pelo primeiro-ministro Georges Clemenceau e um representante britânico, Foch declara que: "As hostilidades irão cessar em todo o fronte a partir do dia 11 de novembro, às 11 horas. Tropas aliadas não irão, até que recebam novas instruções, avançar em território inimigo após esta data".
A paz seria formalizada com o Tratado de Versalhes, assinada no dia 28 de junho de 1919 e ratificada pela Liga das Nações no dia 10 de janeiro de 1920.